# Coppa Europa di skeleton
La Coppa Europa di skeleton, ufficialmente chiamata Skeleton Europe Cup (abbreviato EC), è un circuito internazionale di gare di skeleton organizzato annualmente dalla Federazione Internazionale di Bob e Skeleton (IBSF). È una competizione di terzo livello rispetto alla Coppa del Mondo e alla Coppa Intercontinentale (circuito mondiale di secondo livello), e insieme alla Coppa Nordamericana, analoga competizione che si svolge sulle piste canadesi e/o statunitensi, è utilizzata dalle giovani promesse dello skeleton per fare esperienza a livello internazionale ma anche da atleti affermati in ripresa da infortuni o che non trovano spazio nel massimo circuito mondiale. Non è comunque una competizione che prevede limiti di età per parteciparvi.
A differenza della Coppa del Mondo e della Coppa Intercontinentale, le gare di Coppa Europa si disputano soltanto in località europee, anche se sono aperte a skeletonisti di ogni nazionalità.

## Albo d'oro

### Singolo donne
| Stagione | Vincitrice                    | Seconda classificata            | Terza classificata             |
| -------- | ----------------------------- | ------------------------------- | ------------------------------ |
| 2000/01  | Sylvia Liebscher Germania     | Melanie Riedl Germania          | Ramona Rahnis Germania         |
| 2001/02  | Annett Köhler Germania        | Sylvia Liebscher Germania       | Caroline Burdet Liechtenstein  |
| 2002/03  | Julia Eichhorn Germania       | Kati Klinzing Germania          | Kathrin Huber Italia           |
| 2003/04  | Julia Eichhorn Germania       | Marion Trott Germania           | Kati Klinzing Germania         |
| 2004/05  | Anja Huber Germania           | Amy Williams Gran Bretagna      | Kathleen Lorenz Germania       |
| 2005/06  | Marion Trott Germania         | Bree Boyer Stati Uniti          | Kathleen Lorenz Germania       |
| 2006/07  | Marion Trott Germania         | Kathleen Lorenz Germania        | Sarah Reid Canada              |
| 2007/08  | Bella Sterlikova Russia       | Katharina Hamann Germania       | Elena Judina Russia            |
| 2008/09  | Sarah Sartor Germania         | Elena Judina Russia             | Sophia Griebel Germania        |
| 2009/10  | Sophia Griebel Germania       | Michelle Bartleman Canada       | Micaela Widmer Canada          |
| 2010/11  | Tina Hermann Germania         | Elizabeth Yarnold Gran Bretagna | Jacqueline Lölling Germania    |
| 2011/12  | Tina Hermann Germania         | Lena Joch Germania              | Robynne Thompson Canada        |
| 2012/13  | Maxi Just Germania            | Lena Joch Germania              | Sarah Sartor Germania          |
| 2013/14  | Anna Fernstädt Germania       | Maxi Just Germania              | Kim Meylemans Germania         |
| 2014/15  | Kendall Wesenberg Stati Uniti | Anastasija Šlapak Russia        | Renata Chuzina Russia          |
| 2015/16  | Janine Becker Germania        | Mirela Rahneva Canada           | Maxi Just Germania             |
| 2016/17  | Tamara Seer Germania          | Maxi Just Germania              | Kellie Delka Stati Uniti       |
| 2017/18  | Brogan Crowley Gran Bretagna  | Alina Tararyčenkova Russia      | Eleanor Furneaux Gran Bretagna |
| 2018/19  | Janine Becker Germania        | Hannah Neise Germania           | Luisa Hornung Germania         |
| 2019/20  | Amelia Coltman Gran Bretagna  | Endija Tērauda Lettonia         | Alina Tararyčenkova Russia     |
| 2020/21  | Stefanie Votz Germania        | Hanna Staub Germania            | Corinna Leipold Germania       |
| 2021/22  | Sarah Wimmer Germania         | Mystique Ro Stati Uniti         | Polina Tjurina Russia          |

### Singolo uomini
| Stagione | Vincitore                      | Secondo classificato          | Terzo classificato           |
| -------- | ------------------------------ | ----------------------------- | ---------------------------- |
| 2000/01  | Markus Penz Austria            | Walter Stern Austria          | Andi Schober Germania        |
| 2001/02  | Andy Böhme Germania            | Markus Penz Austria           | Trevor Christie Stati Uniti  |
| 2002/03  | Tomass Dukurs Lettonia         | Matthias Biedermann Germania  | Michi Halilovic Germania     |
| 2003/04  | Chris Hedquist Stati Uniti     | Michi Halilovic Germania      | Matthias Biedermann Germania |
| 2004/05  | Rob Murray Stati Uniti         | Chris Hedquist Stati Uniti    | Wolfram Lösch Germania       |
| 2005/06  | Jon Montgomery Canada          | Martin Brugger Austria        | Eric Gaulin Austria          |
| 2006/07  | Grégory Saint-Géniès Francia   | David Ludwig Germania         | Michi Halilovic Germania     |
| 2007/08  | Alexander Gassner Germania     | David Ludwig Germania         | Sergej Smirnov Russia        |
| 2008/09  | Sebastian Haupt Germania       | John Daly Stati Uniti         | Alexander Rotte Germania     |
| 2009/10  | Alexander Kröckel Germania     | Christian Baude Germania      | Alexander Rotte Germania     |
| 2010/11  | Christian Baude Germania       | Anton Batuev Russia           | Maximilian Grassl Germania   |
| 2011/12  | David Lingmann Germania        | Dave Greszczyszyn Canada      | Maximilian Grassl Germania   |
| 2012/13  | Kilian von Schleinitz Germania | Aleksandr Mutovin Russia      | Ruslan Sabitov Russia        |
| 2013/14  | Dominic Rady Germania          | Axel Jungk Germania           | Martin Rosenberger Germania  |
| 2014/15  | Ruslan Sabitov Russia          | Jeremy Rice Gran Bretagna     | Jack Thomas Gran Bretagna    |
| 2015/16  | Fabian Küchler Germania        | Dominic Rady Germania         | Felix Keisinger Germania     |
| 2016/17  | Dominic Rady Germania          | Fabian Küchler Germania       | Felix Seibel Germania        |
| 2017/18  | Krists Netlaus Lettonia        | Konstantin Choroško Russia    | Artem Drozdov Russia         |
| 2018/19  | Fabian Küchler Germania        | Evgenij Rukosuev Russia       | Cedric Renner Germania       |
| 2019/20  | Felix Seibel Germania          | Vladislav Semenov Russia      | Krists Netlaus Lettonia      |
| 2021/22  | Cedric Renner Germania         | Lukas David Nydegger Germania | Ben Fulker Gran Bretagna     |
| 2020/21  | Stefan Röttig Germania         | Cedric Renner Germania        | Ludwig Mannhardt Germania    |